# Zero Day
Zero Day è una miniserie televisiva statunitense prodotta da Netflix e creata da Eric Newman, Noah Oppenheim e Michael Schmidt. La serie, diretta da Lesli Linka Glatter, ha come protagonisti Robert De Niro e Lizzy Caplan. È descritta come un thriller politico incentrato su un devastante attacco informatico globale. È stata distribuita dal 20 febbraio 2025.

## Trama
L'anziano e amatissimo ex presidente degli Stati Uniti George Mullen, reclutato dalla presidente in carica Evelyn Mitchell per guidare una commissione dotata di poteri speciali, si trova a fronteggiare una crisi senza precedenti dovuta ad un devastante attacco informatico. Mullen dovrà scontrarsi con l'ostilità sia di una parte dell'opinione pubblica, aizzata da influencer complottisti e dall'imprenditrice digitale Monica Kidder, sia della propria figlia Alex, incaricata di vigilare sull'operato della commissione. Circondato da doppiogiochisti e perseguitato da strane allucinazioni, Mullen inizierà presto a dubitare del proprio operato e della propria sanità mentale.

## Episodi
| Stagione       | Episodi | Pubblicazione |
| -------------- | ------- | ------------- |
| Prima stagione | 6       | 2025          |

## Interpreti
- Robert De Niro nel ruolo di George Mullen
- Lizzy Caplan nel ruolo di Alexandra Mullen
- Jesse Plemons nel ruolo di Roger Carlson
- Joan Allen nel ruolo di Sheila Mullen
- Connie Britton nel ruolo di Valerie Whitesell
- Bill Camp nel ruolo del regista Lasch
- Dan Stevens nel ruolo di Evan Green
- Angela Bassett nel ruolo di Evelyn Mitchell
- Matthew Modine nel ruolo di Richard Dreyer
- McKinley Belcher III nel ruolo di Carl Otieno
- Clark Gregg nel ruolo di Robert Lyndon
- Gaby Hoffmann nel ruolo di Monica Kidder
- Mark Ivanir nel ruolo di Natan
- Mozhan Navabi nel ruolo di Melissa Kornblau
- Cuyle Carvin nel ruolo dell'agente Tom McCarthy
- Eden Lee nel ruolo dell'agente speciale Angela Kim
- Ryan Spahn nel ruolo di Leon Felton

## Produzione
Nel novembre 2022, Eric Newman, Noah Oppenheim e Michael Schmidt avevano concepito la storia, con Newman e Oppenheim alla sceneggiatura dell'episodio pilota. Robert De Niro, oltre al ruolo del protagonista, avrebbe ricoperto anche quello di produttore esecutivo insieme a Newman, Oppenheim, Jonathan Glickman di Panoramica Media e Schmidt. Il progetto ha ricevuto il via libera da Netflix il 1 marzo 2023. Lesli Linka Glatter è stata scelta come regista.

### Casting
Nell'aprile 2023, è stato annunciato che Lizzy Caplan, Jesse Plemons, Joan Allen e Connie Britton si sarebbero uniti al cast. Nel dicembre 2023, Bill Camp, Matthew Modine, Dan Stevens, McKinley Belcher III, Gaby Hoffmann, Mark Ivanir e Clark Gregg si sono uniti al cast. Nel febbraio 2024, Mozhan Navabi si è unita al cast.

### Riprese
A luglio 2023, la produzione della serie ha presentato domanda formale per la ripresa di un incidente ferroviario nella contea di Westchester, New York. Le riprese erano iniziate nei dintorni di New York, ma la produzione è stata sospesa a causa dello sciopero della Writers Guild of America del 2023. La produzione è ricominciata nel dicembre dello stesso anno.